# Ж. Малуселли (футбольный клуб)
«Ж. Малуселли» — бразильский футбольный клуб из города Сан-Жозе-дус-Пиньяйс. В 2016 году клуб выступал в Серия D Бразилии.

## История
Клуб был основан 27 декабря 1994 года под названием «Малутрон». Это название появилось в результате объединения первых букв в фамилиях основателей клуба — семей Малуселли и Тромбини. При этом согласно правилам португальско-русской практической транскрипции конечная -m передаётся в русском языке как -н.
В 2000 году «Малутрон» выиграл объединительный турнир Зелёного и Белого модулей Кубка Жоао Авеланжа, фактически став чемпионом Серии C. Эта победа давала право продолжить борьбу в плей-офф за титул победителей Кубка, де-факто — чемпионов Бразилии 2000 года. Впрочем, «Малутрон» уступил уже на первой стадии плей-офф (1/8 финала) куда более опытному «Крузейро» (0:3 и 1:1).
В 2005 году клуб был переименован в «Ж. Малуселли» (в честь основателя финансовой группы Жоэла Малуселли).
В 2007 году «Ж. Малуселли» выиграл Кубок штата Парана, обыграв в финале «Лондрину». Этот титул позволил команде выступить в Серии C 2008. В том турнире команда выступила неудачно, не сумев закрепиться в турнире при его реформировании в 2009 году (число команд было сокращено до 20).
В 2009 году клуб был переименован в «Коринтианс Паранаэнсе». Новое название было взято в честь великого клуба из Сан-Паулу. «Коринтианс Паранаэнсе» в этом году принял участие в первом сезоне вновь образованной Серии D.
В 2012 году, через три года, клуб официально вернул себе прежнее название.

## Достижения
- Чемпион Второго дивизиона Лиги Паранаэнсе (1): 1998
- Кубок штата Парана (1): 2007
- Чемпион Серии C Бразилии (1): 2000 (де-факто)